# Crombrugghia distans
Espèce
Synonymes
- Oxyptilus distans (Zeller, 1847)[2]

Crombrugghia distans est une espèce de lépidoptères (papillons) de la famille des Pterophoridae.

## Description
L'envergure est de 15 à 22 millimètres.
Crombrugghia laetus est similaire ; l'examen des organes génitaux est nécessaire pour différencier les espèces.
Les adultes volent d'avril à juin et de nouveau de juillet à septembre sur deux générations en Europe occidentale.

## Répartition
On trouve Crombrugghia distans dans presque toute l'Europe, ainsi qu'en Asie Mineure, en Afrique du Nord et aux îles Canaries. On l'a recensé également en Afghanistan, en Inde et en Iran.

## Comportement
Le papillon est facilement dérangé pendant la journée, surtout par temps chaud, vole au crépuscule et se révèle parfois à la lumière.

## Écologie
La chenille se nourrit de Crepis capillaris, Crepis tectorum, Crepis conyzifolia, Heliotropium amplexicaule, Lactuca sativa, Picris hieracioides, Pilosella officinarum, Sonchus arvensis, Sonchus asper. Les larves de la génération printanière se nourrissent des parties centrales de la plante, tandis que les larves de la génération estivale se nourrissent des boutons floraux. Les chenilles mesurent 7 à 9 mm de long et sont orange, rouge vif ou brun rosé.